# أتشينهيم
أتشينهيم (بالفرنسية: Achenheim)‏ هي بلدية تقع في إقليم الراين الأسفل من منطقة ألزاس في شمال شرق فرنسا. تبلغ مساحة هذه المدينة 6.03 (كم²)، وترتفع عن سطح البحر 167 م، يبلغ عدد سكانها 2230 نسمة حسب إحصاء المعهد الوطني للإحصاء والدراسات الاقتصادية سنة 2009 م. وترأس Raymond Leipp البلدية خلال فترة (2012-2014).

## وصلات خارجية
- صفحة البلدية على موقع المعهد الوطني للإحصاء والدراسات الاقتصادية